# Johann Georg Theodor Grässe
Johann Georg Theodor Grässe (Grimma, 21 gennaio 1814 – Niederlößnitz, 27 agosto 1885) è stato un bibliografo e storico della letteratura tedesco.
Lavorò a Dresda presso la Münzkabinett e anche curato la rivista Zeitschrift für Museologie und Antiquitätenkunde.

## Opere
- (DE) Lehrbuch einer allgemeinen Literärgeschichte aller bekannten Völker der Welt [Textbook of general literary history of all known peoples of the world], Dresden and Leipzig, 1837–1860.[2]
- Gesta Romanorum. Dresden 1842[2]
- Bibliotheca magica (Leipzig 1843)
- Handbuch der allgemeinen Litteraturgeschichte (Dresden 1844-50); 2nd ed.
- Bibliotheca psychologica (1845)
- Legenda aurea des Jacobus de Voragine (1846)
- Die Sage vom Ritter Tannhäuser (1846)
- Geschichte der Poesie Europas und der bedeutendsten außreuropïschen Länder vom Anfang des 16. Jahrhunderts bis auf die neueuste Zeit (1848)[3]
- Leitfaden der allgemeinen Literaturgeschichte, Leipzig 1854.
- Sagenschatz des Königreichs Sachsen (1855)
- Sachsens Fürsten in Bildern mit geschichtlichen Erläuterungen. Dresden 1856
- With Peter Christen Asbjörnsen: Nord und Süd. Ein Märchen-Strauß. Dresden 1858
- (FR) Trésor de livres rares et précieux [Treasury of rare and valuable books], Dresden, 1859–1869.[2]
- Orbis Latinus, Dresden 1861[4]
- Märchenwelt. Verlag Moritz Schäfer. Leipzig 1865
- Sagenbuch des preußischen Staats. Dresden 1866–71.
- Beschreibender Katalog der königlichen Porzellansammlung. Dresden 1874
- Sachsens Fürsten aus dem Haus Wettin. 1875
- Geschlechts-, Namen- und Wappensagen.des Adels deutscher Nation. Dresden 1876
- Beschreibender Katalog des Grünen Gewölbes (5ª ed., 1881)